# Académie du Gourguillon et des Pierres Plantées
L′Académie du Gourguillon est une académie littéraire et régionale lyonnaise fondée le 24 juin 1879 par "Nizier Du Puitspelu" (Clair Tisseur). A cette date il en est "le président, le vice-président, le secrétaire, le trésorier, les membres et le public".
Deux ans plus tard il nomme les premiers membres et ce n'est qu'en 1885 que l'Académie tient sa première réunion et publie ses statuts « à seule fin de préserver toute vieille bonne tradition lyonnaise ».
En 1920, il ne subsiste qu’un seul membre, "Joanny Bachut" (Jean Odile Gros) et elle est inactive. Justin Godart souhaite la faire renaître mais un journaliste qui prétend avoir fait partie de l’ancienne académie, Camille Roy, s’y oppose. Pour éviter toute polémique, Godart, avec Gros, Sallès, Sambardier et Leroudier, fonde le 20 novembre 1920 l'Académie des Pierres Plantées et y siège sous le pseudonyme de "Catherin Bugnard".
Les statuts, écrits par Godart, sont publiés dans l’Almanach des amis de Guignol : « L’académie des Pierres Plantées se proclame la fille respectueuse, quoique non reconnue, de défunte l’académie du Gourguillon ».
Elle est renommée en 1953 Académie du Gourguillon et des Pierres Plantées.
Outre de nombreuses pièces du répertoire de Guignol les travaux les plus emblématiques de cette académie sont Le Littré de la Grand'Côte publié pour la première fois en 1894 et La Plaisante Sagesse lyonnaise publié en 1920.
Le Gourguillon et les Pierres-Plantées sont des noms de lieux-dits à Lyon.

## Membres
Les académiciens sont nommés par un pseudonyme généralement lié à leur profession ou leur vie privée.
| Nom                           | Pseudonyme                                               | Qualité                                                                                               |
| ----------------------------- | -------------------------------------------------------- | --- |
| Académie du Gourguillon       |                                                          | |
| Louis Bon Morel de Voleine    | Petrus Violette, Seigneur des Guénardes                  | journaliste et écrivain                                                                               |
| Clair Tisseur                 | Nizier du Puitspelu, Dessinandier à la réforme           | écrivain et architecte                                                                                |
| Jules Coste                   | Glaudius Canard, Porte-Plume                             | publiciste et homme politique                                                                         |
| Gaspard André                 | Joannès Mollasson, Dessinandier en bâtisse               | architecte                                                                                            |
| Eugène André                  | Athanase Duroquet, Veloutier                             | fabricant veloutier                                                                                   |
| Auguste Bleton                | Mami Duplateau, Guimpier                                 | historien local, auteur d'études sur Lyon                                                             |
| Jean-Baptiste Louis Guy       | le fils Ugin, élève de Saint-Pierre, peintre en couleurs | peintre et graveur                                                                                    |
| Adrien Storck                 | Gérôme Coquard, Suppot de la Coquille                    | imprimeur-éditeur                                                                                     |
| Jean-Odile Gros               | Joanny Bachut                                            | professeur d’anatomie à la faculté de médecine, président d'honneur de la société des Amis de Guignol |
| Jean Dumond                   | Benoît Cachemaille                                       | directeur de la Caisse d'Epargne                                                                      |
| Claudius Prost                | Jean Marie Mathevet                                      | écrivain                                                                                              |
| Edouard Aynard                | Pater Familiasse                                         | banquier, député et créateur du Musée des Tissus                                                      |
| Ennemond Trillat              | Pierre Pothin Croquenote                                 | musicien                                                                                              |
| Joseph Garin                  | Marius Bardoire                                          | avocat                                                                                                |
| Académie des Pierres-Plantées |                                                          | |
| Justin Godart                 | Catherin Bugnard                                         | avocat, député et sénateur, maire de Lyon                                                             |
| Antoine Sallès                | Tony Bonrencontre                                        | avocat, écrivain, député, conseiller général                                                          |
| Pétrus Sambardier             | Pétrus Batillon                                          | journaliste, écrivain                                                                                 |
| Emile Leroudier               | Glaudius Mathevet                                        | dessinateur, écrivain                                                                                 |
| André Latreille               | Auguste Plante-Vigne                                     | historien et universitaire                                                                            |
| Louis David                   | Chaon Grattepierre                                       | géologue, universitaire, président du Musée Guimet                                                    |
| Joseph-Ernest Vial            | Joseph Lèchevin                                          | pharmacien                                                                                            |
| Eugène Vial                   | Thomas Bazu                                              | avocat, premier conservateur du Musée Gadagne                                                         |
| Jean Vermorel                 | Joannès Papelard                                         | critique littéraire et écrivain, secrétaire de Justin Godart, archiviste de la ville de Lyon          |